# August Burns Red
August Burns Red ist eine US-amerikanische Metalcore-Band, die 2003 in Lancaster, Pennsylvania gegründet wurde.

## Bandname
Die Band wurde oft nach ihrem Namen gefragt, speziell nach der Entstehung und ob eine Bedeutung hinter ihm steckt. Die beliebteste Geschichte berichtet von einer jungen Frau namens August, die eine Highschool-Freundin des Sängers war und nach ihrer Trennung seinen Hund Redd angezündet haben soll. Erst später kam heraus, dass dies nur ein Witz der Band war und sich eigentlich nichts hinter ihrem Namen verbirgt. Schlagzeuger Matt Greiner sagte in einem Interview, dass er und seine Mitmusiker einfach einen Bandnamen benötigten und sich auf „August Burns Red“ einigten.

## Stil
Die Band ist hauptsächlich für ihre starken Breakdowns und rhythmisch komplexen Riffs bekannt. Sie beschreibt Between the Buried and Me, Misery Signals und Hopesfall als ihre Haupteinflüsse.

## Geschichte

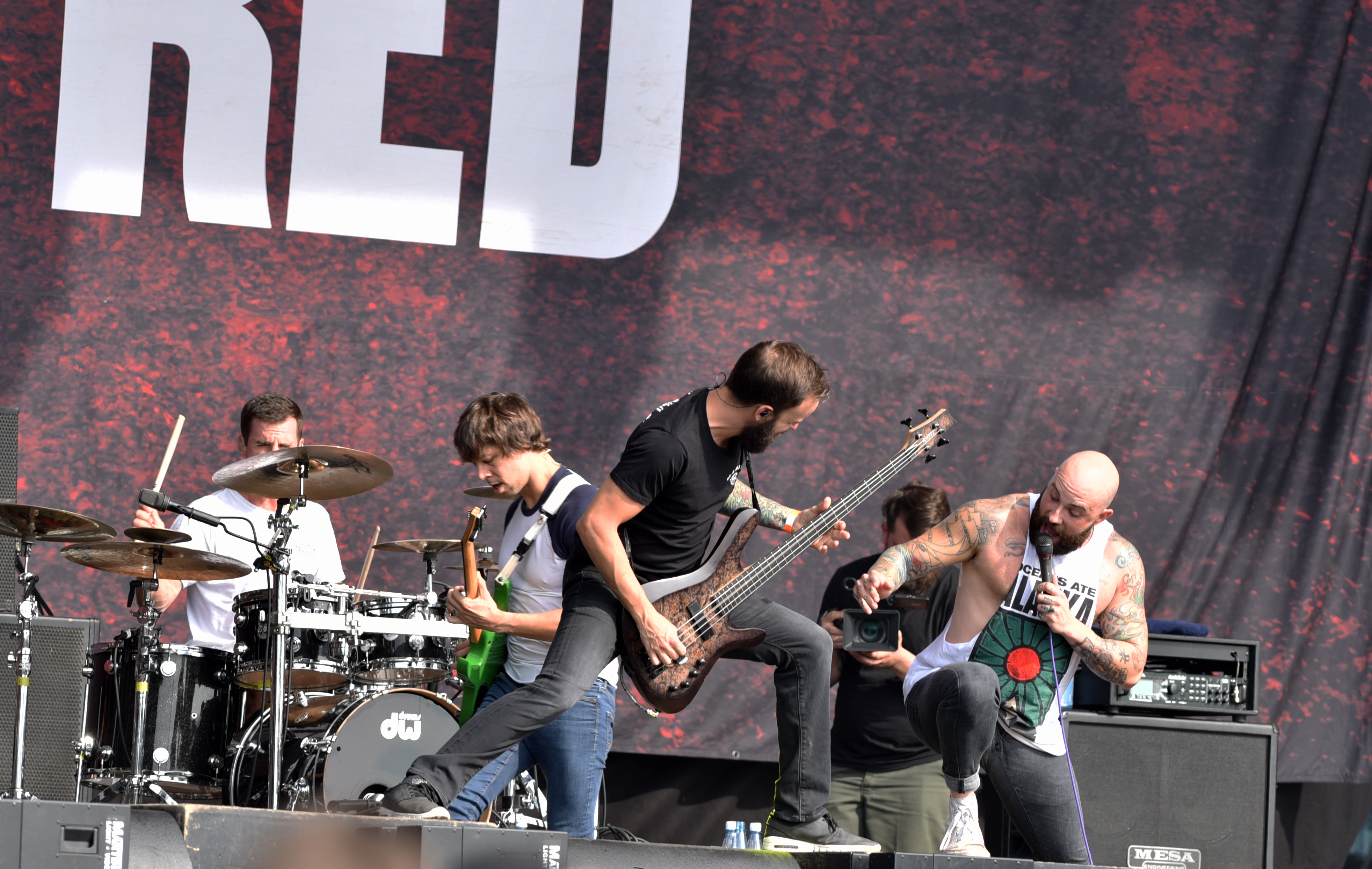
August Burns Red beim Reload Festival 2017

August Burns Red wurde im März 2003 gegründet, als die Mitglieder noch zur Highschool gingen.
Die Band unterschrieb 2004 einen Vertrag bei CI Records und veröffentlichten die EP Looks Fragile After All. Nach einem Jahr, während dessen die Band überwiegend auf Tour war, wechselte sie 2005 zu Solid State Records und veröffentlichte am 8. November das Debütalbum Thrill Seeker.
Das zweite Album Messengers wurde am 19. Juni 2007 veröffentlicht. Es erreichte Platz 1 der US-Christian-Albums-Charts und wurde bis heute über 75.000 Mal verkauft.
Von April bis Mai 2008 waren August Burns Red mit As I Lay Dying und Misery Signals auf Tour. Von August bis Oktober 2008 ging die Band als Headliner, in Begleitung von A Skylit Drive, Sky Eats Airplane, Greeley Estates, und This or the Apocalypse, auf Tour. Im November 2008 folgte dann eine Monatstour durch das Vereinigte Königreich und Europa. Die Band nahm eine Instrumentalversion des Klassikers „Carol of the Bells“ auf, die auch Verwendung für den Film The Spirit sowie die American-Dad-Episode For Whom The Sleigh Bell Tolls (#104 (6-08)) fand.
August Burns Red coverte auch den Song …Baby One More Time der Popsängerin Britney Spears für die Punk goes Pop 2 Compilation, das im März 2009 veröffentlicht wurde. Ebenso brachte die Band den Song „Chasing The Dragon“ heraus, der Teil ihrer neuen EP Lost Messengers: The Outtakes war. Diese EP kam im Februar 2009 heraus. Am 6. März 2009 besuchte die Band zum ersten Mal den Mittleren Osten, wo sie auf dem Dubai Desert Rock Festival spielte. Vom 10. Juli bis 8. August führte August Burns Red eine Tour mit Blessthefall, Enter Shikari, All Shall Perish und Iwrestledabearonce. Sie sicherte ebenfalls zu, Bring Me the Horizon auf ihrer Tour durch Großbritannien im Oktober 2009 mit A Day to Remember zu unterstützen.
Das Album Constellations erreichte in der ersten Woche nach Erscheinung den 24. Platz der Billboard Charts. Die Premiere des Musikvideos zu „Meddler“ fand am 28. Juli 2009 auf ihrer Myspace-Seite statt. Am 28. September erschien die erste DVD der Band unter dem Namen Home, auf der sich unter anderem Aufnahmen eines Live-Auftrittes in deren Heimatstadt Lancaster befanden.
Am 31. März 2011 startete auf der Homepage der Band ein Countdown, der auf die Veröffentlichung des neuen Studioalbums verweist, welche auf den 21. Juni fiel. Am 16. Mai wurde das erste Lied des Albums Leveler mit dem Titel Empire veröffentlicht. Mittlerweile wurde das Album über 29.000 Mal in den USA verkauft. Die Musikvideos von Internal Cannon und Empire wurden ebenfalls veröffentlicht.
Am 25. Juni 2013 erschien ihr mittlerweile sechstes Studioalbum Rescue & Restore.
Am 5. August 2014 gab die Band ihren Wechsel zu Fearless Records bekannt. Im August war die Gruppe auf mehreren großen Musikfestivals zu sehen, darunter dem Wacken Open Air, beim Pukkelpop, auf dem Summer Breeze und beim Elbriot. Die Gruppe befand sich im Jahr 2014 im Schreibprozess um ihr nunmehr siebtes Studioalbum zu erarbeiten, das am 30. Juni 2015 unter dem Namen Found In Far Away Places veröffentlicht wurde. Am 7. Dezember 2015 wurde die Gruppe für einen Grammy Award in der Kategorie Best Metal Performance nominiert.
Am 21. November 2016 wurde ein Teaser für ihre Messengers 10th Anniversary Tour in Europa und den Vereinigten Staaten auf ihrer Facebook-Seite hochgeladen. Die Tour startete am 4. Januar 2017. Als Support traten Protest the Hero, In Hearts Wake und ’68 auf. Am 6. Oktober 2017 veröffentlichte die Band das Album Phantom Anthem.
Von Juni bis Dezember 2019 ging die Band auf die Constellations 10 Year Anniversary World Tour. Im Sommer war die Band in Nordamerika unterwegs, im Oktober in Australien und im November und Dezember in Europa.
Am 6. Februar 2020 veröffentlichte August Burns Red die erste Single „Defender“ aus dem neunten Studioalbum Guardians, das am 3. April 2020 erschien. Es war eine Nordamerika-Tournee geplant als Support von Killswitch Engage. Wegen der Covid-19-Pandemie wurde diese jedoch abgesagt.
Am 14. November 2020 übertrug die Band ein Livestream-Konzert aus dem Rock Litiz Studio aus Litiz, PA. Es wurde das komplette Thrill-Seeker-Album zum 15-jährigen Jubiläum durchgespielt. Am 12. Dezember 2020 wurde das Livestream-Konzert „Christmas Burns Red“ ebenfalls aus dem Rock Litiz Studio im Internet übertragen.

## Diskografie

### Studioalben
| Jahr | Titel Musiklabel                                    | Höchstplatzierung, Gesamtwochen, AuszeichnungChartplatzierungen (Jahr, Titel, Musiklabel, Platzierungen, Wochen, Auszeichnungen, Anmerkungen) | Höchstplatzierung, Gesamtwochen, AuszeichnungChartplatzierungen (Jahr, Titel, Musiklabel, Platzierungen, Wochen, Auszeichnungen, Anmerkungen) | Höchstplatzierung, Gesamtwochen, AuszeichnungChartplatzierungen (Jahr, Titel, Musiklabel, Platzierungen, Wochen, Auszeichnungen, Anmerkungen) | Höchstplatzierung, Gesamtwochen, AuszeichnungChartplatzierungen (Jahr, Titel, Musiklabel, Platzierungen, Wochen, Auszeichnungen, Anmerkungen) | Anmerkungen                            |
| Jahr | Titel Musiklabel                                    | DE | AT | CH | US | Anmerkungen                            |
| ---- | --------------------------------------------------- | --- | --- | --- | --- | -------------------------------------- |
| 2005 | Thrill Seeker Solid State Records                   | — | — | — | — | Erstveröffentlichung: 8. November 2005 |
| 2007 | Messengers Solid State Records                      | — | — | — | US81 (2 Wo.)US | Erstveröffentlichung: 19. Juni 2007    |
| 2009 | Constellations Solid State Records                  | — | — | — | US24 (6 Wo.)US | Erstveröffentlichung: 14. Juli 2009    |
| 2011 | Leveler Solid State Records                         | — | — | — | US11 (5 Wo.)US | Erstveröffentlichung: 21. Juni 2011    |
| 2012 | Sleddin’ Hill – A Holiday Album Solid State Records | — | — | — | US147 (1 Wo.)US | Erstveröffentlichung: 9. Oktober 2012  |
| 2013 | Rescue & Restore Solid State Records                | DE62 (1 Wo.)DE | AT69 (1 Wo.)AT | CH64 (1 Wo.)CH | US9 (4 Wo.)US | Erstveröffentlichung: 25. Juni 2013    |
| 2015 | Found in Far Away Places Fearless Records           | DE56 (1 Wo.)DE | AT66 (1 Wo.)AT | — | US9 (3 Wo.)US | Erstveröffentlichung: 29. Juni 2015    |
| 2017 | Phantom Anthem Fearless Records                     | DE58 (1 Wo.)DE | AT40 (1 Wo.)AT | CH56 (1 Wo.)CH | US19 (1 Wo.)US | Erstveröffentlichung: 6. Oktober 2017  |
| 2020 | Guardians Fearless Records                          | DE24 (1 Wo.)DE | AT41 (1 Wo.)AT | CH22 (1 Wo.)CH | US53 (1 Wo.)US | Erstveröffentlichung: 3. April 2020    |
| 2023 | Death Below Fearless Records                        | DE84 (1 Wo.)DE | — | — | US157 (1 Wo.)US | Erstveröffentlichung: 24. März 2023    |

### EPs
- 2004: Demo
- 2005: Looks Fragile After All (Neuauflage 2007)
- 2009: Lost Messengers: The Outtakes
- 2020: Defender
- 2024: The Cleansing (feat. Will Ramos)

### Videoalben
| Jahr | Titel Musiklabel                       | Höchstplatzierung, Gesamtwochen, AuszeichnungChartplatzierungen (Jahr, Titel, Musiklabel, Platzierungen, Wochen, Auszeichnungen, Anmerkungen) | Höchstplatzierung, Gesamtwochen, AuszeichnungChartplatzierungen (Jahr, Titel, Musiklabel, Platzierungen, Wochen, Auszeichnungen, Anmerkungen) | Höchstplatzierung, Gesamtwochen, AuszeichnungChartplatzierungen (Jahr, Titel, Musiklabel, Platzierungen, Wochen, Auszeichnungen, Anmerkungen) | Höchstplatzierung, Gesamtwochen, AuszeichnungChartplatzierungen (Jahr, Titel, Musiklabel, Platzierungen, Wochen, Auszeichnungen, Anmerkungen) | Anmerkungen                              |
| Jahr | Titel Musiklabel                       | DE | AT | CH | US | Anmerkungen                              |
| ---- | -------------------------------------- | --- | --- | --- | --- | ---------------------------------------- |
| 2010 | Home Solid State Records               | — | — | — | US121 (1 Wo.)US | Erstveröffentlichung: 28. September 2010 |
| 2013 | Foreign & Familiar Solid State Records | — | — | — | — | Erstveröffentlichung: 2013               |

### Musikvideos
- Your Little Suburbia Is in Ruins (Thrill Seeker)
- Composure (Messengers)
- The Truth of a Liar (Messengers)
- Back Burner (Messengers)
- Meddler (Constellations)
- White Washed (Constellations)
- Marianas Trench (Constellations)
- Internal Cannon (Leveler)
- Empire (Leveler)
- Fault Line (Rescue & Restore)
- Provision (Rescue & Restore)
- Ghosts (Found in Far Away Places)
- Identity (Found in Far Away Places)
- Invisible Enemy (Phantom Anthem)
- The Frost (Phantom Anthem)
- King of Sorrow (Phantom Anthem)
- Dangerous (Phantom Anthem)
- Defender (Guardians)